# Karolewko (Bartoszyce)
Karolewko (deutsch Karolinenhof) ist ein Ort in der polnischen Woiwodschaft Ermland-Masuren. Er gehört zur Gmina Bartoszyce (Landgemeinde Bartenstein) im Powiat Bartoszycki (Kreis Bartenstein (Ostpr.)).

## Geographische Lage
Karolewko liegt in der nördlichen Mitte der Woiwodschaft Ermland-Masuren, südwestlich bzw. südöstlich der einstigen und heute auf russischem Hoheitsgebiet liegenden Kreisstädte Friedland (russisch Prawdinsk, 23 Kilometer entfernt) bzw. Preußisch Eylau (russisch Bagrationowsk, 8 Kilometer entfernt), und nordwestlich der heutigen Kreismetropole Bartoszyce (deutsch Bartenstein, 12 Kilometer entfernt).

## Geschichte
1820 ist das Gründungsjahr des noch vor 1871 Carolinenhof geschriebenen Ortes Karolinenhof im ostpreußischen Kreis Friedland. Er setzte sich aus einem Vorwerk und einer – 500 Meter weiter westlich gelegenen – Försterei zusammen.
Vor 1908 in einen Gutsort umgewandelt gehörte Karolinenhof zu „Kissitten, Anteil Kr. Friedland“ zum Amtsbezirk Markienen im Kreis Friedland (ab 1927: Kreis Bartenstein).
Am 1. November 1928 gliederte man den Gutsbezirk Karolinenhof aus dem Amtsbezirk Markienen in die Landgemeinde Legden im Amtsbezirk Beisleiden (polnisch Bezledy),  Kreis Preußisch Eylau, um.
Als in Kriegsfolge 1945 das gesamte südliche Ostpreußen an Polen fiel, bekam Kaolinenhof die polnische Namensform „Karolewko“. Heute ist das kleine Dorf eine Ortschaft im Verbund der Landgemeinde Bartoszyce (Bartenstein) im Powiat Bartoszycki (Kreis Bartenstein (Ostpr.)), 1975 bis 1998 der Woiwodschaft Olsztyn, seither der Woiwodschaft Ermland-Masuren zugehörig.

## Kirche
Bis 1945 war Karolinenhof in die evangelische Kirche St. Johann in Bartenstein in der Kirchenprovinz Ostpreußen der Kirche der Altpreußischen Union, außerdem in die römisch-katholische Kirche St. Bruno der Kreisstadt im damaligen Bistum Ermland eingepfarrt.
Heute gehört Karolewko katholischerseits zur Pfarrei Bezledy (Beisleiden) im jetzigen Erzbistum Ermland, evangelischerseits zur St. Johanneskirche Kętrzyn (Rastenburg) in der Diözese Masuren der Evangelisch-Augsburgischen Kirche in Polen, zu der die Filialgemeinde Bartoszyce heute gehört.

## Verkehr
Karolewko liegt an der verkehrsreichen polnischen Landesstraße 51 (im Abschnitt der früheren deutschen Reichsstraße 128), die von der polnisch-russischen Staatsgrenze Bezledy/Bagrationowsk (Beisleiden/Preußisch Eylau) über Bartoszyce (Bartenstein) und Lidzbark Warmiński (Heilsberg) bis zur Woiwodschaftshauptstadt Olsztyn (Allenstein) führt. Eine Anbindung an den Bahnverkehr besteht nicht.